# قائمة مجموعة لوكهيد إف-104 ستارفايتر
هذه هي قائمة من الطرازات المختلفة من طائرة لوكهيد إف-104 ستارفايتر

## إكس إف-104
نموذجين اثنين من طائرات مجهزة بمحركات من طراز رايت جي65 (جي79 ليست جاهزة بعد)؛ و طائرة واحدة مجهزة بمدفع أم61. دمرت كل الطائرات في حوادث.

## واي إف-104أي

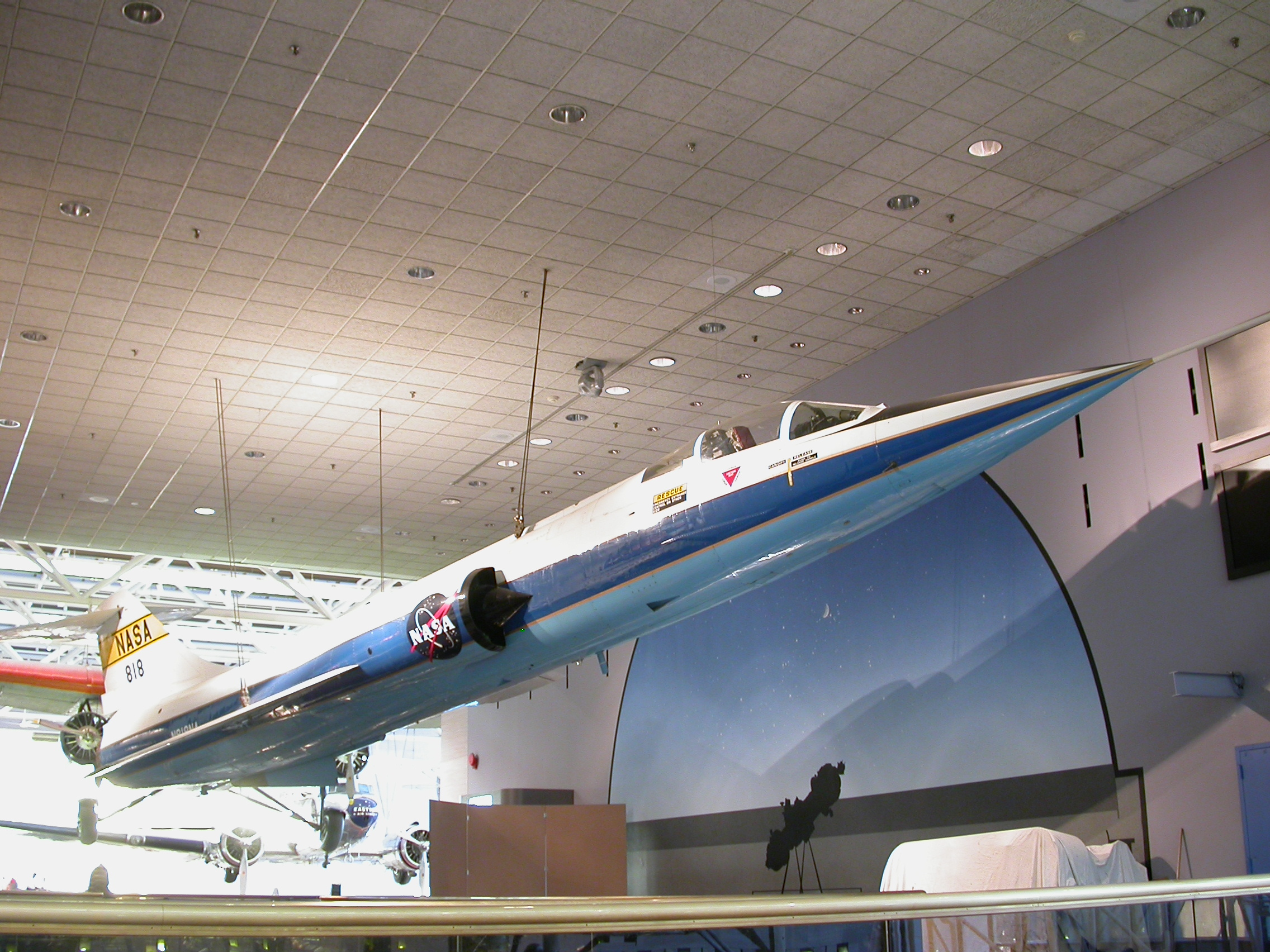
طائرة واي إف-104أي

تم إنتاج 17 طائرة مبدئية استعملت في اختبارالمحركات ومعدات الطيران. مم تحويل معظمهم في إلى طائرة إف-104أي القياسية.[بحاجة لمصدر]

## إف-104أي
تم إنتاج ما مجموعه 153 طائرة مبدئية. خدمة في القوات الجوية الأمريكية من عام 1958 وحتى عام 1960، ثم نقلت إلى سلاح جو الحرس الوطني وبقيت في الخدمة حتى عام 1963 عندما استعادتها القوات الجوية الأمريكية وجندتها لقيادة الدفاع الجوي لأسراب 319 و 331 المقاتلة الاعتراضية. صدرت بعض منها إلى الأردن،باكستان، تايوان. استخدمت كلها في القتال.

## إن إف-104أي
ثلاثة منزوعة السلاح مزودة بمحركات صاروخية وتم تعديلها لتستخدم في تدريب على الطيران الفضائي التدريب على ارتفاعات تصل إلى 120,800 قدم (36,820 م).

## كيو إف-104أي
تم إنتاج ما مجموعه 22 طائرة تم تحويلها إلى طائرات التحكم بالراديوتطير من بدون طيار و طائرات الاختبار.

## إف-104بي
طائرة تدريب مزودة بمقعدين مزدوجي التحكم. بني 26 نسخة منها. تم تصدير البعض منها إلى الأردن، باكستان و تايوان.

## إف-104سي

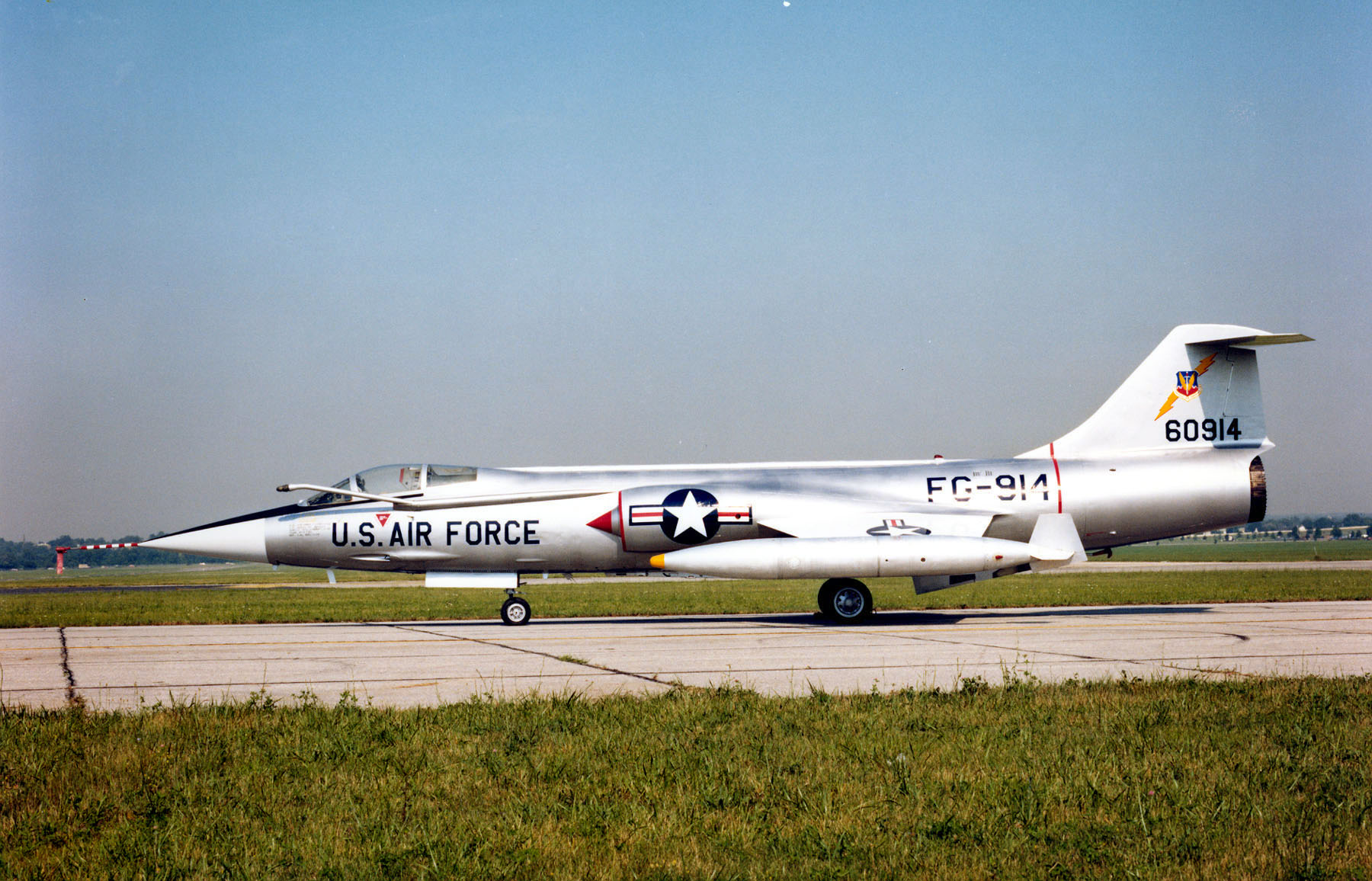
إف-104سي في المتحف الوطني في للقوات الجوية للولايات المتحدة، في رايت باترسون، أوهايو.

طائرة مقاتلة وقاذفة يتسعملها القيادة الجوية التكتيكية لسلاح الجو الأميريكي مزودة برادار مراقبة الحرائق الرادار محسن من نوع أي إن/أي أس جي-14تي-2، وبأبراج والقدرة على تحميل سلاح نووي واحد من نوع أم كاي 28 أو أم كاي 43. ألها القدرة على التزود بالوقود في الجو. في 14 كانون الأول / ديسمبر 1959، سجلت إف-104سي رقما قياسيا بالطيران علشى علو وصل لـ 103,395 قدم (31,515 م). بني منها 77 طائرة.

## إف-104دي
طائرة بقيادة مزدوجة للتدريب. بني منها 21 طائرة.

## إف-104دي جاي
طائرة بقيادة مزدوجة للتدريب. بني منها 20 طائرة لقوات الدفاع الذاتي اليابانية من قبل شركة لوكهيد وتم تجميعها من قبل شركة ميتسوبيشي.

## إف-104أف
طائرة بقيادة مزدوجة للتدريب. بني منها 30 طائرة. تستخدم محرك إف-104جي. من دون رادارو لا قدرة قتالية. إنتجت لتكون طائرة تدريب مؤقتة للوفتفافه. تم تقاعد كل الطائرات قبل عام 1971.

## إف-104 جي

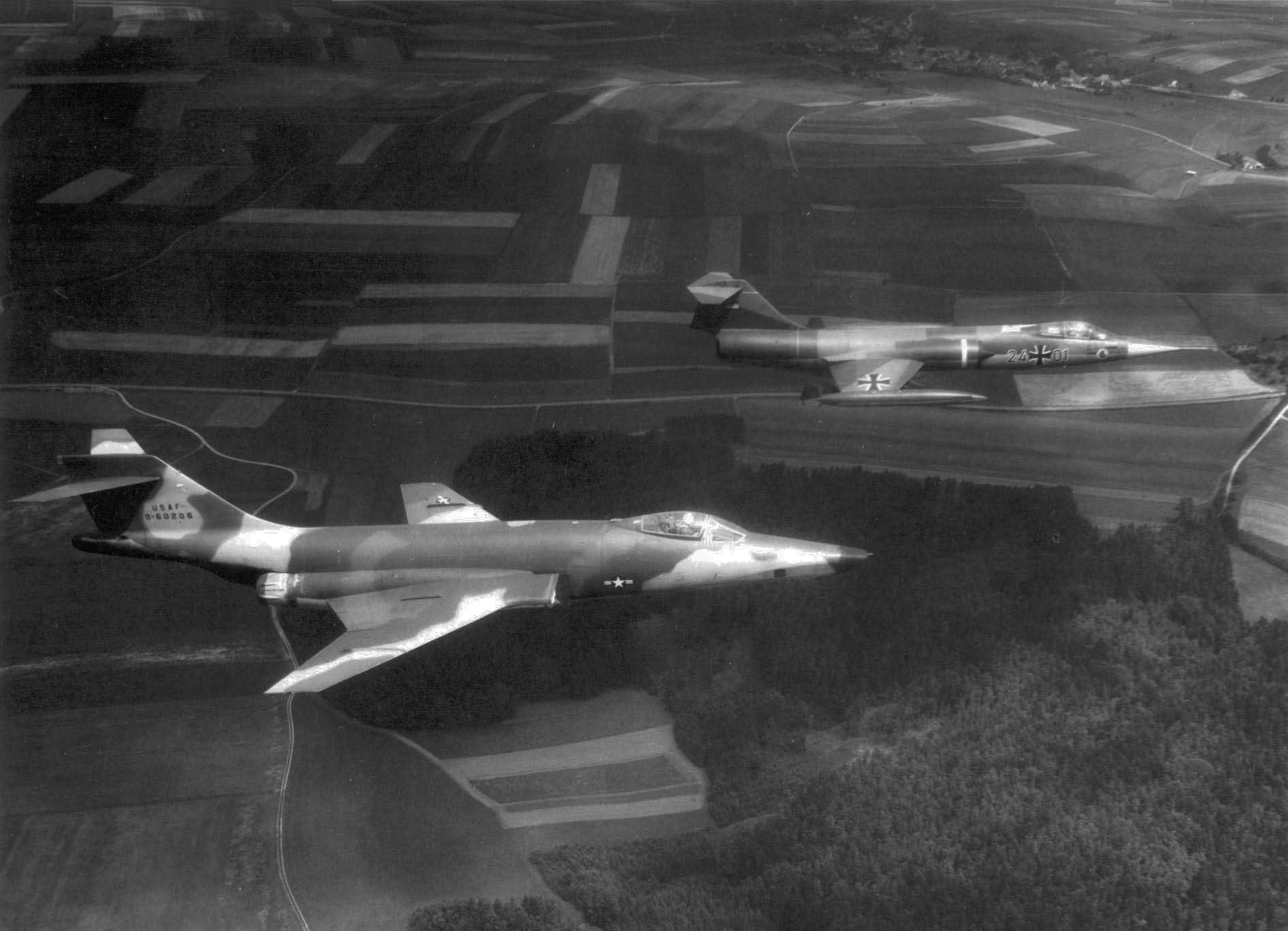
طائرة إف-104 جي ألمانية

تم إنتاج 1,122 طائرة من الإصدار الرئيسي المقاتلة القاذفة المتعددة الأدوار. مصنعة من قبل شركة لوكهيد بموجب ترخيص من قبل كنادإير ومجموعة من الشركات الأوروبية التي شملت مسرسكهميت/أم بي بي, دورنير، فيات، فوكر و سابكا.

### أر إف-104 جي
تم بناء 189 طائرة من هذه الطائرة التكتيكية والإستطلاعية زودت بثلاث كاميرات نوع كي أس-67أي مثبتة في جسم الطائرة إلى الأمام بدلا من مدفع.

### تي إف-104 جي
تم بناء 220 طائرة قتالية وللتدريب.

## إف-104أتش
نسخة للتصدير على أساس إف-104 جي مع معدات مبسطة ورشاش بصرية. لم يبنى أي نسخة منها.

## إف-104جاي
طائرة متخصصة اعتراضية بنيت على أساس إف-104 للقوات اليابانية بموجب ترخيص من قبل شركة ميتسوبيشي انتج ما مجموعه 210 طائرة، ثلاثة منها من قبل شركة لوكهيد ، و29 من قبل ميتشوبيشي من قطع مستوردة من شركة لوكهيد و178 من قبل شركة ميتسوبيشي.

## إف-104إن
تم تسليم ثلاثة طائرات إلى وكالة ناسا في عام 1963 لاستخدامها في مطاردات عالية السرعة.

## إف-104 (لوكهيد نموذج سي أل-901)
تم إنتاجها من قبل شركتي فيات و إياليتاليا الإيطاليتين. فقدت طائرة واحدة قبل التسليم. هي ترقية للقيام بأدوار الاعتراض مزودة برادار من نوع  أنسارار أر 21جير مع القدرة على متابعة هدف متحرك ومؤشر موجي.. بلغ عدد الطائرات التي بنيت 286 طائرة، تسلمت القوات الجوية الإيطالية 246 طائرة وتلقى سلاح الجو التركي 40 طائرة.

### إف-104أي أس أي
طارت لأول مرة في عام 1985 وهي طائرة الدفاع الجوي طائرات بدون تحسينات على أرض الواقع قدرات الهجوم و تم تعديلها لاحقا إلى اعتراضية المعايير (CI) مع إزالة 20 مم (.79 ) M-61 فولكان مدفع.

### إف-104أي أس أي/أم
طورت وزودت بأجهزة متطورة مثل نظام التموضع العالمي ونظام الملاحة بالقصور الذاتي وليتون أل أن 30أي2 وبجهاز مجدد وأجهزة عرض محدثة. تم سحب أخر نسخة منها منالخدمة في عام 2004 وتم استبدالها بطائرة جنرال دايناميكس إف-16 فايتينغ فالكون بينما تم إنتاج يوروفايتر تايفون.

## سي إف-104
تم بناء 200 وحدة كندية بموجب ترخيص من قبل بومباردييه إيروسبيس وتم تفعليها لتكون ضاربة نووية وبنفس الوقت طائرة تسليم الحمولة إلى المدار.

### سي إف-104دي
تم بناء 38 طائرة للرقابة والتدريب من قبل شركة لوكهيد مزودة بمحركات كندية من نوع جاي79-أو إي أل-7. تم نقل بعضها لاحقا إلى الدنمارك والنرويج و تركيا.

## وصلات خارجية
- لوكهيد XF-104 F-104A – متحف القوات الجوية الأمريكية
- F-104B و د – المتحف الوطني من القوات الجوية الأمريكية
- F-104C – متحف القوات الجوية الأمريكية
- F-104 جرام – متحف القوات الجوية الأمريكية